# 림월드
림월드(RimWorld)는 캐나다 게임 디자이너 타이난 실베스터가 개발하고 루데온 스튜디오에서 출시한 건설경영 시뮬레이션 게임이다. 원래 '이클립스 콜로니'라고 불린 이 게임은 2013년 11월 마이크로소프트 윈도우, macOS, 리눅스용 얼리 액세스에서 킥스타터 크라우드 펀딩 프로젝트로 처음 출시되었으며 2018년 10월 17일에 출시되었다. 이 게임은 플레이스테이션 4 및 엑스박스 원용 림월드로 출시되었다. 2022년 7월 29일 콘솔 에디션. 개발 및 퍼블리싱은 더블 일레븐(Double Eleven)에서 담당한다. 기술 테스트나 도전이 아닌, 게임은 플레이어가 서사적 모험을 경험할 수 있는 매체로 사용되는 AI 기반 "스토리 생성기" 역할을 하도록 고안되었다.

## 평가
| 평가 |                         |
| --- | ----------------------- |
| 통합 점수 통합사 점수 메타크리틱 PC: 87/100 [ 4 ] XONE: 92/100 [ 5 ] 평론 점수 평론사 점수 게임스타 85/100 [ 6 ] IGN 9/10 [ 7 ] PC 게이머 (US) 74/100 [ 8 ] Gry-Online 9.5/10 [ 9 ] Strategy Gamer [ 10 ] |                         |
| 통합 점수 |                         |
| 통합사 | 점수                    |
| 메타크리틱 | PC: 87/100 XONE: 92/100 |
| 평론 점수 |                         |
| 평론사 | 점수                    |
| 게임스타 | 85/100                  |
| IGN | 9/10                    |
| PC 게이머 (US) | 74/100                  |
| Gry-Online | 9.5/10                  |
| Strategy Gamer | [ 10 ]                  |

## 오스트레일리아에서의 일시적인 차단
2022년 2월, 이전에 발표되지 않은 콘솔용 게임 포팅판은 약물 사용 묘사로 인해 오스트레일리아 등급 위원회에서 분류를 거부했다. 그 후, 게임은 개발자의 입력 없이 호주 사용자를 위한 디지털 상점 스팀 (서비스)에서 제외되었으며 개발자는 이유를 확신할 수 없지만 "이 상황을 해결하고 림월드를 최대한 빨리 모든 사람이 사용할 수 있도록 하기 위해 노력하고 있다."고 말했다. 2022년 4월 20일에 이 게임은 오스트레일리아에서 R18+로 분류되었으며 이후 스팀에서 다시 이용할 수 있게 되었다.